# Lista över fornlämningar i Nyköpings kommun (Ludgo)
Lista över fornlämningar i Nyköpings kommun (Ludgo) är en förteckning av ett urval av de fornlämningar som finns i Ludgo i Nyköpings kommun.
| Namn                                 | Lämningstyp                      | Tillkomsttid | Historisk indelning | Plats                 | Läge                 | ID-nr          | Bild                                      |
| ------------------------------------ | -------------------------------- | ------------ | ------------------- | --------------------- | -------------------- | -------------- | ----------------------------------------- |
| Ludgo 1:1                            | Stensättning                     |              | Ludgo, Södermanland |                       | 58.988489, 17.100243 | 10034800010001 | Ladda upp en bild av detta fornminne      |
| Ludgo 2:1                            | Stensättning                     |              | Ludgo, Södermanland |                       | 58.988354, 17.099191 | 10034800020001 | Ladda upp en bild av detta fornminne      |
| Fnöskeborg (Ludgo 3:1)               | Fornborg                         |              | Ludgo, Södermanland |                       | 58.979893, 17.113384 | 10034800030001 | Ladda upp en bild av detta fornminne      |
| Penningby skans (Ludgo 6:1)          | Fornborg                         |              | Ludgo, Södermanland |                       | 58.968146, 17.135301 | 10034800060001 | Ladda upp en bild av detta fornminne      |
| Ludgo 7:1                            | Stensättning                     |              | Ludgo, Södermanland |                       | 58.967552, 17.144170 | 10034800070001 | Ladda upp en bild av detta fornminne      |
| Ludgo 8:1                            | Stensättning                     |              | Ludgo, Södermanland |                       | 58.964158, 17.133513 | 10034800080001 | Ladda upp en bild av detta fornminne      |
| Ludgo 8:2                            | Stensättning                     |              | Ludgo, Södermanland |                       | 58.964213, 17.133287 | 10034800080002 | Ladda upp en bild av detta fornminne      |
| Ludgo 8:3                            | Stensättning                     |              | Ludgo, Södermanland |                       | 58.964285, 17.133096 | 10034800080003 | Ladda upp en bild av detta fornminne      |
| Ludgo 8:4                            | Stensättning                     |              | Ludgo, Södermanland |                       | 58.964338, 17.133410 | 10034800080004 | Ladda upp en bild av detta fornminne      |
| Ludgo 9:1                            | Hög                              |              | Ludgo, Södermanland |                       | 58.964528, 17.132715 | 10034800090001 | Ladda upp en bild av detta fornminne      |
| Ludgo 10:1                           | Stenkrets                        |              | Ludgo, Södermanland |                       | 58.961700, 17.126883 | 10034800100001 | Ladda upp en bild av detta fornminne      |
| Ludgo 10:2                           | Stensättning                     |              | Ludgo, Södermanland |                       | 58.961565, 17.126830 | 10034800100002 | Ladda upp en bild av detta fornminne      |
| Ludgo 11:1                           | Stensättning                     |              | Ludgo, Södermanland |                       | 58.962529, 17.128687 | 10034800110001 | Ladda upp en bild av detta fornminne      |
| Ludgo 11:2                           | Hög                              |              | Ludgo, Södermanland |                       | 58.962251, 17.128889 | 10034800110002 | Ladda upp en bild av detta fornminne      |
| Ludgo 12:1                           | Stenkrets                        |              | Ludgo, Södermanland |                       | 58.962677, 17.129701 | 10034800120001 | Ladda upp en bild av detta fornminne      |
| Ludgo 13:1                           | Röse                             |              | Ludgo, Södermanland |                       | 58.960302, 17.128141 | 10034800130001 | Ladda upp en bild av detta fornminne      |
| Ludgo 14:1                           | Stensättning                     |              | Ludgo, Södermanland |                       | 58.961295, 17.122635 | 10034800140001 | Ladda upp en bild av detta fornminne      |
| Ludgo 14:2                           | Stensättning                     |              | Ludgo, Södermanland |                       | 58.961027, 17.121972 | 10034800140002 | Ladda upp en bild av detta fornminne      |
| Ludgo 15:1                           | Stensättning                     |              | Ludgo, Södermanland |                       | 58.960824, 17.114717 | 10034800150001 | Ladda upp en bild av detta fornminne      |
| Ludgo 16:1                           | Stensättning                     |              | Ludgo, Södermanland |                       | 58.957725, 17.122074 | 10034800160001 | Ladda upp en bild av detta fornminne      |
| Ludgo 17:1                           | Stensättning                     |              | Ludgo, Södermanland |                       | 58.958242, 17.123237 | 10034800170001 | Ladda upp en bild av detta fornminne      |
| Ludgo 17:2                           | Stensättning                     |              | Ludgo, Södermanland |                       | 58.958151, 17.123355 | 10034800170002 | Ladda upp en bild av detta fornminne      |
| Ludgo 18:1                           | Gravfält                         |              | Ludgo, Södermanland |                       | 58.949824, 17.117588 | 10034800180001 | Ladda upp en bild av detta fornminne      |
| Ludgo 20:1                           | Stensättning                     |              | Ludgo, Södermanland |                       | 58.961589, 17.132953 | 10034800200001 | Ladda upp en bild av detta fornminne      |
| Ludgo 21:1                           | Stensättning                     |              | Ludgo, Södermanland |                       | 58.960645, 17.133345 | 10034800210001 | Ladda upp en bild av detta fornminne      |
| Ludgo 22:1                           | Gravfält                         |              | Ludgo, Södermanland |                       | 58.951517, 17.142983 | 10034800220001 | Ladda upp en bild av detta fornminne      |
| Ludgo 23:1                           | Röse                             |              | Ludgo, Södermanland |                       | 58.938767, 17.131815 | 10034800230001 | Ladda upp en bild av detta fornminne      |
| Ludgo 24:1                           | Stensättning                     |              | Ludgo, Södermanland |                       | 58.944607, 17.158358 | 10034800240001 | Ladda upp en bild av detta fornminne      |
| Ludgo 24:2                           | Stensättning                     |              | Ludgo, Södermanland |                       | 58.944272, 17.158578 | 10034800240002 | Ladda upp en bild av detta fornminne      |
| Ludgo 25:1                           | Röse                             |              | Ludgo, Södermanland |                       | 58.946229, 17.156286 | 10034800250001 | Ladda upp en bild av detta fornminne      |
| Ludgo 26:1                           | Stensättning                     |              | Ludgo, Södermanland |                       | 58.946217, 17.153521 | 10034800260001 | Ladda upp en bild av detta fornminne      |
| Ludgo 26:2                           | Stensättning                     |              | Ludgo, Södermanland |                       | 58.946129, 17.153777 | 10034800260002 | Ladda upp en bild av detta fornminne      |
| Ludgo 27:1                           | Röse                             |              | Ludgo, Södermanland |                       | 58.942011, 17.162213 | 10034800270001 | Ladda upp en bild av detta fornminne      |
| Ludgo 27:2                           | Stensättning                     |              | Ludgo, Södermanland |                       | 58.941858, 17.162298 | 10034800270002 | Ladda upp en bild av detta fornminne      |
| Korpberget, Skansberget (Ludgo 28:1) | Fornborg                         |              | Ludgo, Södermanland |                       | 58.944964, 17.165116 | 10034800280001 | Ladda upp en bild av detta fornminne      |
| Ludgo 29:1                           | Gravfält                         |              | Ludgo, Södermanland |                       | 58.950643, 17.163792 | 10034800290001 | Ladda upp en bild av detta fornminne      |
| Ludgo 30:1                           | Röse                             |              | Ludgo, Södermanland |                       | 58.974195, 17.172103 | 10034800300001 | Ladda upp en bild av detta fornminne      |
| Ludgo 33:1                           | Gravfält                         |              | Ludgo, Södermanland |                       | 58.932958, 17.172404 | 10034800330001 | Ladda upp en bild av detta fornminne      |
| Ludgo 34:1                           | Fornborg                         |              | Ludgo, Södermanland |                       | 58.936234, 17.192259 | 10034800340001 | Ladda upp en bild av detta fornminne      |
| Sö Fv1948;282 (Ludgo 35:1)           | Runristning                      |              | Ludgo, Södermanland | Ludgo kyrka           | 58.916635, 17.132800 | 10034800350001 | Ladda upp en till bild av detta fornminne |
| Sö 134 (Ludgo 35:2)                  | Runristning                      |              | Ludgo, Södermanland | Ludgo kyrka           | 58.916564, 17.132744 | 10034800350002 | Ladda upp en till bild av detta fornminne |
| Sö 370 (Ludgo 36:2)                  | Runristning                      |              | Ludgo, Södermanland | Ludgo kyrka           | 58.916225, 17.133272 | 10034800360002 | Ladda upp en till bild av detta fornminne |
| Ludgo 37:1                           | Gravfält                         |              | Ludgo, Södermanland |                       | 58.924251, 17.123429 | 10034800370001 | Ladda upp en bild av detta fornminne      |
| Ludgo 38:1                           | Stensättning                     |              | Ludgo, Södermanland |                       | 58.923572, 17.123918 | 10034800380001 | Ladda upp en bild av detta fornminne      |
| Ludgo 39:1                           | Gravfält                         |              | Ludgo, Södermanland |                       | 58.922584, 17.127703 | 10034800390001 | Ladda upp en bild av detta fornminne      |
| Ludgo 41:1                           | Gravfält                         |              | Ludgo, Södermanland |                       | 58.918982, 17.137536 | 10034800410001 | Ladda upp en bild av detta fornminne      |
| Ludgo 42:1                           | Stensättning                     |              | Ludgo, Södermanland |                       | 58.921194, 17.136969 | 10034800420001 | Ladda upp en bild av detta fornminne      |
| Ludgo 46:1                           | Grav markerad av sten/block      |              | Ludgo, Södermanland |                       | 58.913266, 17.143672 | 10034800460001 | Ladda upp en bild av detta fornminne      |
| Ludgo 46:2                           | Stensättning                     |              | Ludgo, Södermanland |                       | 58.912974, 17.144131 | 10034800460002 | Ladda upp en bild av detta fornminne      |
| Ludgo 47:1                           | Gravfält                         |              | Ludgo, Södermanland |                       | 58.930942, 17.120539 | 10034800470001 | Ladda upp en bild av detta fornminne      |
| Ludgo 48:1                           | Gravfält                         |              | Ludgo, Södermanland |                       | 58.927969, 17.127574 | 10034800480001 | Ladda upp en bild av detta fornminne      |
| Ludgo 49:1                           | Gravfält                         |              | Ludgo, Södermanland |                       | 58.926756, 17.129942 | 10034800490001 | Ladda upp en bild av detta fornminne      |
| Ludgo 53:1                           | Hög                              |              | Ludgo, Södermanland |                       | 58.899674, 17.134598 | 10034800530001 | Ladda upp en bild av detta fornminne      |
| Ludgo 53:2                           | Hög                              |              | Ludgo, Södermanland |                       | 58.899528, 17.134888 | 10034800530002 | Ladda upp en bild av detta fornminne      |
| Ludgo 54:1                           | Hög                              |              | Ludgo, Södermanland |                       | 58.900298, 17.134064 | 10034800540001 | Ladda upp en bild av detta fornminne      |
| Ludgo 55:1                           | Gravfält                         |              | Ludgo, Södermanland |                       | 58.906051, 17.124185 | 10034800550001 | Ladda upp en bild av detta fornminne      |
| Ludgo 56:1                           | Gravfält                         |              | Ludgo, Södermanland |                       | 58.905781, 17.126560 | 10034800560001 | Ladda upp en bild av detta fornminne      |
| Ludgo 57:1                           | Stensättning                     |              | Ludgo, Södermanland |                       | 58.906328, 17.125543 | 10034800570001 | Ladda upp en bild av detta fornminne      |
| Ludgo 58:1                           | Stensättning                     |              | Ludgo, Södermanland |                       | 58.927075, 17.104373 | 10034800580001 | Ladda upp en bild av detta fornminne      |
| Sö 141 (Ludgo 59:1)                  | Runristning                      |              | Ludgo, Södermanland | Löta                  | 58.926733, 17.099413 | 10034800590001 | Ladda upp en till bild av detta fornminne |
| Sö Fv1948;289 (Ludgo 59:2)           | Runristning                      |              | Ludgo, Södermanland | Aspa                  | 58.926672, 17.099323 | 10034800590002 | Ladda upp en till bild av detta fornminne |
| Ludgo 60:1                           | Grav markerad av sten/block      |              | Ludgo, Södermanland | Aspa                  | 58.925856, 17.099136 | 10034800600001 | Ladda upp en till bild av detta fornminne |
| Sö 138 (Ludgo 61:1)                  | Runristning                      |              | Ludgo, Södermanland | Aspa                  | 58.925515, 17.098937 | 10034800610001 | Ladda upp en till bild av detta fornminne |
| Sö 137 (Ludgo 61:2)                  | Runristning                      |              | Ludgo, Södermanland | Aspa                  | 58.925434, 17.098613 | 10034800610002 | Ladda upp en till bild av detta fornminne |
| Ludgo 61:3                           | Grav markerad av sten/block      |              | Ludgo, Södermanland | Aspa                  | 58.925382, 17.098596 | 10034800610003 | Ladda upp en till bild av detta fornminne |
| Tingshögen (Ludgo 62:1)              | Hög                              |              | Ludgo, Södermanland | Aspa                  | 58.924276, 17.097712 | 10034800620001 | Ladda upp en till bild av detta fornminne |
| Ludgo 62:2                           | Grav markerad av sten/block      |              | Ludgo, Södermanland | Aspa                  | 58.924169, 17.097619 | 10034800620002 | Ladda upp en till bild av detta fornminne |
| Ludgo 63:1                           | Stensättning                     |              | Ludgo, Södermanland |                       | 58.921893, 17.103633 | 10034800630001 | Ladda upp en bild av detta fornminne      |
| Ludgo 65:1                           | Hög                              |              | Ludgo, Södermanland |                       | 58.924934, 17.083948 | 10034800650001 | Ladda upp en bild av detta fornminne      |
| Ludgo 65:2                           | Hög                              |              | Ludgo, Södermanland |                       | 58.924946, 17.083670 | 10034800650002 | Ladda upp en bild av detta fornminne      |
| Ludgo 65:3                           | Hög                              |              | Ludgo, Södermanland |                       | 58.924931, 17.083392 | 10034800650003 | Ladda upp en bild av detta fornminne      |
| Ludgo 68:1                           | Gravfält                         |              | Ludgo, Södermanland |                       | 58.927662, 17.091896 | 10034800680001 | Ladda upp en bild av detta fornminne      |
| Ludgo 69:1                           | Gravfält                         |              | Ludgo, Södermanland |                       | 58.920558, 17.072394 | 10034800690001 | Ladda upp en bild av detta fornminne      |
| Ludgo 70:1                           | Hög                              |              | Ludgo, Södermanland |                       | 58.925308, 17.066407 | 10034800700001 | Ladda upp en bild av detta fornminne      |
| Ludgo 71:1                           | Gravfält                         |              | Ludgo, Södermanland |                       | 58.927884, 17.078492 | 10034800710001 | Ladda upp en bild av detta fornminne      |
| Ludgo 72:1                           | Hög                              |              | Ludgo, Södermanland |                       | 58.921552, 17.085329 | 10034800720001 | Ladda upp en till bild av detta fornminne |
| Ludgo 74:1                           | Stensättning                     |              | Ludgo, Södermanland |                       | 58.918584, 17.085500 | 10034800740001 | Ladda upp en till bild av detta fornminne |
| Ludgo 74:2                           | Stensättning                     |              | Ludgo, Södermanland |                       | 58.918584, 17.084944 | 10034800740002 | Ladda upp en till bild av detta fornminne |
| Ludgo 75:1                           | Gravfält                         |              | Ludgo, Södermanland |                       | 58.919257, 17.070036 | 10034800750001 | Ladda upp en bild av detta fornminne      |
| Ludgo 76:1                           | Gravfält                         |              | Ludgo, Södermanland |                       | 58.923369, 17.063985 | 10034800760001 | Ladda upp en bild av detta fornminne      |
| Ludgo 77:1                           | Gravfält                         |              | Ludgo, Södermanland |                       | 58.923091, 17.064857 | 10034800770001 | Ladda upp en bild av detta fornminne      |
| Ludgo 78:1                           | Gravfält                         |              | Ludgo, Södermanland |                       | 58.922654, 17.059093 | 10034800780001 | Ladda upp en bild av detta fornminne      |
| Ludgo 79:1                           | Fornborg                         |              | Ludgo, Södermanland |                       | 58.926546, 17.058817 | 10034800790001 | Ladda upp en bild av detta fornminne      |
| Sö 140 (Ludgo 80:1)                  | Runristning                      |              | Ludgo, Södermanland | Korpbron, Jursta ägor | 58.923607, 17.054199 | 10034800800001 | Ladda upp en till bild av detta fornminne |
| Sö 139 (Ludgo 80:2)                  | Runristning                      |              | Ludgo, Södermanland | Korpbron, Jursta ägor | 58.923636, 17.054305 | 10034800800002 | Ladda upp en till bild av detta fornminne |
| Ludgo 81:1                           | Gravfält                         |              | Ludgo, Södermanland |                       | 58.921205, 17.052429 | 10034800810001 | Ladda upp en bild av detta fornminne      |
| Ludgo 82:1                           | Hög                              |              | Ludgo, Södermanland |                       | 58.920570, 17.045620 | 10034800820001 | Ladda upp en bild av detta fornminne      |
| Ludgo 82:2                           | Hög                              |              | Ludgo, Södermanland |                       | 58.920657, 17.045815 | 10034800820002 | Ladda upp en bild av detta fornminne      |
| Ludgo 83:1                           | Hög                              |              | Ludgo, Södermanland |                       | 58.919988, 17.047055 | 10034800830001 | Ladda upp en bild av detta fornminne      |
| Ludgo 84:1                           | Gravfält                         |              | Ludgo, Södermanland |                       | 58.919254, 17.047516 | 10034800840001 | Ladda upp en bild av detta fornminne      |
| Ludgo 86:1                           | Gravfält                         |              | Ludgo, Södermanland |                       | 58.928361, 17.115821 | 10034800860001 | Ladda upp en bild av detta fornminne      |
| Ludgo 88:1                           | Gravfält                         |              | Ludgo, Södermanland |                       | 58.920086, 17.043631 | 10034800880001 | Ladda upp en bild av detta fornminne      |
| Ludgo 89:1                           | Stensättning                     |              | Ludgo, Södermanland |                       | 58.919054, 17.089903 | 10034800890001 | Ladda upp en till bild av detta fornminne |
| Ludgo 90:1                           | Röse                             |              | Ludgo, Södermanland |                       | 58.924424, 17.083805 | 10034800900001 | Ladda upp en till bild av detta fornminne |
| Ludgo 90:2                           | Stensättning                     |              | Ludgo, Södermanland |                       | 58.924265, 17.083573 | 10034800900002 | Ladda upp en till bild av detta fornminne |
| Ludgo 91:1                           | Stensättning                     |              | Ludgo, Södermanland |                       | 58.931195, 17.079003 | 10034800910001 | Ladda upp en bild av detta fornminne      |
| Ludgo 93:1                           | Hög                              |              | Ludgo, Södermanland |                       | 58.924738, 17.127056 | 10034800930001 | Ladda upp en bild av detta fornminne      |
| Ludgo 94:1                           | Stensättning                     |              | Ludgo, Södermanland |                       | 58.957738, 17.123336 | 10034800940001 | Ladda upp en bild av detta fornminne      |
| Ludgo 98:2                           | Stensättning                     |              | Ludgo, Södermanland |                       | 58.925567, 17.042704 | 10034800980002 | Ladda upp en bild av detta fornminne      |
| Ludgo 101:1                          | Hällristning                     |              | Ludgo, Södermanland |                       | 58.920827, 17.059868 | 10034801010001 | Ladda upp en bild av detta fornminne      |
| Ludgo 102:1                          | Hällristning                     |              | Ludgo, Södermanland |                       | 58.921078, 17.054201 | 10034801020001 | Ladda upp en bild av detta fornminne      |
| Ludgo 102:2                          | Hällristning                     |              | Ludgo, Södermanland |                       | 58.921041, 17.054321 | 10034801020002 | Ladda upp en bild av detta fornminne      |
| Ludgo 103:1                          | Hällristning                     |              | Ludgo, Södermanland |                       | 58.920227, 17.050711 | 10034801030001 | Ladda upp en bild av detta fornminne      |
| Ludgo 106:1                          | Stensättning                     |              | Ludgo, Södermanland |                       | 58.924857, 17.056785 | 10034801060001 | Ladda upp en bild av detta fornminne      |
| Ludgo 107:1                          | Stensättning                     |              | Ludgo, Södermanland |                       | 58.927354, 17.050253 | 10034801070001 | Ladda upp en bild av detta fornminne      |
| Ludgo 115:1                          | Stensättning                     |              | Ludgo, Södermanland |                       | 58.932354, 17.091599 | 10034801150001 | Ladda upp en bild av detta fornminne      |
| Ludgo 116:1                          | Stensättning                     |              | Ludgo, Södermanland |                       | 58.933442, 17.084267 | 10034801160001 | Ladda upp en bild av detta fornminne      |
| Ludgo 126:1                          | Stensättning                     |              | Ludgo, Södermanland |                       | 58.950021, 17.105816 | 10034801260001 | Ladda upp en bild av detta fornminne      |
| Ludgo 127:1                          | Stensättning                     |              | Ludgo, Södermanland |                       | 58.948333, 17.107778 | 10034801270001 | Ladda upp en bild av detta fornminne      |
| Ludgo 127:2                          | Gravhägnad                       |              | Ludgo, Södermanland |                       | 58.948138, 17.107592 | 10034801270002 | Ladda upp en bild av detta fornminne      |
| Ludgo 131:1                          | Röse                             |              | Ludgo, Södermanland |                       | 58.950500, 17.167487 | 10034801310001 | Ladda upp en bild av detta fornminne      |
| Ludgo 131:2                          | Stensättning                     |              | Ludgo, Södermanland |                       | 58.950536, 17.167140 | 10034801310002 | Ladda upp en bild av detta fornminne      |
| Ludgo 132:1                          | Stensättning                     |              | Ludgo, Södermanland |                       | 58.947478, 17.168521 | 10034801320001 | Ladda upp en bild av detta fornminne      |
| Ludgo 133:1                          | Stensättning                     |              | Ludgo, Södermanland |                       | 58.941674, 17.168190 | 10034801330001 | Ladda upp en bild av detta fornminne      |
| Ludgo 133:2                          | Stensättning                     |              | Ludgo, Södermanland |                       | 58.941557, 17.168085 | 10034801330002 | Ladda upp en bild av detta fornminne      |
| Ludgo 133:3                          | Stensättning                     |              | Ludgo, Södermanland |                       | 58.941107, 17.168255 | 10034801330003 | Ladda upp en bild av detta fornminne      |
| Ludgo 134:1                          | Stensättning                     |              | Ludgo, Södermanland |                       | 58.952727, 17.168064 | 10034801340001 | Ladda upp en bild av detta fornminne      |
| Ludgo 135:1                          | Stensättning                     |              | Ludgo, Södermanland |                       | 58.956329, 17.166842 | 10034801350001 | Ladda upp en bild av detta fornminne      |
| Ludgo 136:1                          | Stensättning                     |              | Ludgo, Södermanland |                       | 58.957903, 17.171030 | 10034801360001 | Ladda upp en bild av detta fornminne      |
| Ludgo 137:1                          | Stensättning                     |              | Ludgo, Södermanland |                       | 58.954807, 17.170100 | 10034801370001 | Ladda upp en bild av detta fornminne      |
| Ludgo 139:1                          | Stensättning                     |              | Ludgo, Södermanland |                       | 58.963156, 17.177534 | 10034801390001 | Ladda upp en bild av detta fornminne      |
| Ludgo 140:1                          | Stensättning                     |              | Ludgo, Södermanland |                       | 58.963299, 17.149371 | 10034801400001 | Ladda upp en bild av detta fornminne      |
| Ludgo 141:1                          | Stensättning                     |              | Ludgo, Södermanland |                       | 58.960381, 17.150148 | 10034801410001 | Ladda upp en bild av detta fornminne      |
| Ludgo 142:1                          | Stensättning                     |              | Ludgo, Södermanland |                       | 58.963858, 17.144522 | 10034801420001 | Ladda upp en bild av detta fornminne      |
| Ludgo 144:1                          | Stensättning                     |              | Ludgo, Södermanland |                       | 58.959635, 17.116639 | 10034801440001 | Ladda upp en bild av detta fornminne      |
| Ludgo 145:1                          | Röse                             |              | Ludgo, Södermanland |                       | 58.958869, 17.117781 | 10034801450001 | Ladda upp en bild av detta fornminne      |
| Ludgo 147:1                          | Stensättning                     |              | Ludgo, Södermanland |                       | 58.948950, 17.135286 | 10034801470001 | Ladda upp en bild av detta fornminne      |
| Ludgo 148:1                          | Stensättning                     |              | Ludgo, Södermanland |                       | 58.942016, 17.129302 | 10034801480001 | Ladda upp en bild av detta fornminne      |
| Ludgo 149:1                          | Stensättning                     |              | Ludgo, Södermanland |                       | 58.938815, 17.130077 | 10034801490001 | Ladda upp en bild av detta fornminne      |
| Ludgo 149:2                          | Stensättning                     |              | Ludgo, Södermanland |                       | 58.938726, 17.129572 | 10034801490002 | Ladda upp en bild av detta fornminne      |
| Ludgo 150:1                          | Stensättning                     |              | Ludgo, Södermanland |                       | 58.942989, 17.123451 | 10034801500001 | Ladda upp en bild av detta fornminne      |
| Ludgo 151:1                          | Stensättning                     |              | Ludgo, Södermanland |                       | 58.947664, 17.126704 | 10034801510001 | Ladda upp en bild av detta fornminne      |
| Ludgo 152:1                          | Stensättning                     |              | Ludgo, Södermanland |                       | 58.985936, 17.092589 | 10034801520001 | Ladda upp en bild av detta fornminne      |
| Ludgo 153:1                          | Stensättning                     |              | Ludgo, Södermanland |                       | 58.992339, 17.087381 | 10034801530001 | Ladda upp en bild av detta fornminne      |
| Ludgo 153:2                          | Stensättning                     |              | Ludgo, Södermanland |                       | 58.992398, 17.087199 | 10034801530002 | Ladda upp en bild av detta fornminne      |
| Ludgo 154:1                          | Stensättning                     |              | Ludgo, Södermanland |                       | 58.954895, 17.107414 | 10034801540001 | Ladda upp en bild av detta fornminne      |
| Ludgo 155:1                          | Stensättning                     |              | Ludgo, Södermanland |                       | 58.955904, 17.108037 | 10034801550001 | Ladda upp en bild av detta fornminne      |
| Ludgo 155:2                          | Stensättning                     |              | Ludgo, Södermanland |                       | 58.955882, 17.108410 | 10034801550002 | Ladda upp en bild av detta fornminne      |
| Ludgo 155:3                          | Stensättning                     |              | Ludgo, Södermanland |                       | 58.956026, 17.108458 | 10034801550003 | Ladda upp en bild av detta fornminne      |
| Ludgo 156:1                          | Stensättning                     |              | Ludgo, Södermanland |                       | 58.954956, 17.109582 | 10034801560001 | Ladda upp en bild av detta fornminne      |
| Ludgo 157:1                          | Stensättning                     |              | Ludgo, Södermanland |                       | 58.946166, 17.217277 | 10034801570001 | Ladda upp en bild av detta fornminne      |
| Ludgo 159:1                          | Stensättning                     |              | Ludgo, Södermanland |                       | 58.927579, 17.122125 | 10034801590001 | Ladda upp en bild av detta fornminne      |
| Ludgo 162:3                          | Stensättning                     |              | Ludgo, Södermanland |                       | 58.926406, 17.117795 | 10034801620003 | Ladda upp en bild av detta fornminne      |
| Ludgo 163:1                          | Gravfält                         |              | Ludgo, Södermanland |                       | 58.929587, 17.085682 | 10034801630001 | Ladda upp en bild av detta fornminne      |
| Ludgo 164:1                          | Gravfält                         |              | Ludgo, Södermanland |                       | 58.929594, 17.083348 | 10034801640001 | Ladda upp en bild av detta fornminne      |
| Ludgo 165:1                          | Stensättning                     |              | Ludgo, Södermanland |                       | 58.930085, 17.086749 | 10034801650001 | Ladda upp en bild av detta fornminne      |
| Ludgo 166:1                          | Stensättning                     |              | Ludgo, Södermanland |                       | 58.924844, 17.078370 | 10034801660001 | Ladda upp en bild av detta fornminne      |
| Ludgo 167:1                          | Stensättning                     |              | Ludgo, Södermanland |                       | 58.925097, 17.083017 | 10034801670001 | Ladda upp en bild av detta fornminne      |
| Ludgo 167:2                          | Hög                              |              | Ludgo, Södermanland |                       | 58.925234, 17.082797 | 10034801670002 | Ladda upp en bild av detta fornminne      |
| Ludgo 168:1                          | Stensättning                     |              | Ludgo, Södermanland |                       | 58.917302, 17.093254 | 10034801680001 | Ladda upp en till bild av detta fornminne |
| Ludgo 170:1                          | Stensättning                     |              | Ludgo, Södermanland |                       | 58.918658, 17.075660 | 10034801700001 | Ladda upp en bild av detta fornminne      |
| Ludgo 174:1                          | Hällristning                     |              | Ludgo, Södermanland |                       | 58.925143, 17.066799 | 10034801740001 | Ladda upp en bild av detta fornminne      |
| Ludgo 175:1                          | Stensättning                     |              | Ludgo, Södermanland |                       | 58.928372, 17.079297 | 10034801750001 | Ladda upp en bild av detta fornminne      |
| Ludgo 176:1                          | Hällristning                     |              | Ludgo, Södermanland |                       | 58.930345, 17.081184 | 10034801760001 | Ladda upp en bild av detta fornminne      |
| Ludgo 177:1                          | Husgrund, förhistorisk/medeltida |              | Ludgo, Södermanland |                       | 58.929895, 17.087058 | 10034801770001 | Ladda upp en bild av detta fornminne      |
| Ludgo 177:2                          | Husgrund, förhistorisk/medeltida |              | Ludgo, Södermanland |                       | 58.929782, 17.087060 | 10034801770002 | Ladda upp en bild av detta fornminne      |
| Ludgo 177:3                          | Husgrund, förhistorisk/medeltida |              | Ludgo, Södermanland |                       | 58.929947, 17.087442 | 10034801770003 | Ladda upp en bild av detta fornminne      |
| Ludgo 177:4                          | Husgrund, förhistorisk/medeltida |              | Ludgo, Södermanland |                       | 58.929625, 17.087161 | 10034801770004 | Ladda upp en bild av detta fornminne      |
| Ludgo 184:1                          | Stensättning                     |              | Ludgo, Södermanland |                       | 58.938123, 17.130436 | 10034801840001 | Ladda upp en bild av detta fornminne      |
| Ludgo 185:1                          | Stensättning                     |              | Ludgo, Södermanland |                       | 58.961408, 17.119888 | 10034801850001 | Ladda upp en bild av detta fornminne      |
| Ludgo 185:2                          | Stensättning                     |              | Ludgo, Södermanland |                       | 58.961319, 17.119435 | 10034801850002 | Ladda upp en bild av detta fornminne      |
| Ludgo 186:1                          | Stensättning                     |              | Ludgo, Södermanland |                       | 58.959057, 17.120944 | 10034801860001 | Ladda upp en bild av detta fornminne      |
| Ludgo 186:2                          | Stensättning                     |              | Ludgo, Södermanland |                       | 58.958608, 17.121109 | 10034801860002 | Ladda upp en bild av detta fornminne      |
| Sö NOR1997;26 (Ludgo 188:1)          | Runristning                      |              | Ludgo, Södermanland | Edeby                 | 58.921334, 17.050033 | 10034801880001 | Ladda upp en bild av detta fornminne      |
| Spelvik 10:1                         | Gravfält                         |              | Ludgo, Södermanland |                       | 58.900582, 17.120860 | 10036600100001 | Ladda upp en bild av detta fornminne      |